# Júlia (novela)
Julia (en valenciano Júlia) es la primera novela de la escritora alcoyana Isabel-Clara Simó, publicada en 1983. 
El ensayista del municipio valenciano de Sueca Joan Fuster fue quien animó a la autora a escribir este libro, lanzando el desafío a los escritores alcoyanos para que trataran su revuelta más famosa, aunque el tiempo de la novela es posterior a aquellos hechos, y sólo aparecen rememorados por los personajes que los vivieron de primera mano.
Aunque en las primeras ediciones – de la editorial La Magrana- la autora denota ciertas vacilaciones en cuanto al modelo de lengua (sobre todo en los diálogos de los personajes), las ediciones más recientes de la obra - ya con los derechos en manos de la editorial Bromera- intenta acercarse al habla alcoyano.

## Argumento
El argumento, inspirado en personajes y hechos reales de la historia alcoyana, está ambientado en la llamada Revolución del petróleo, insurrección popular acontecida en Alcoy en 1873: la historia retrata la evolución de su protagonista, Julia, de obrera en la industria textil a integrante de la burguesía industrial.